# Ханалеи
Ханалеи (гав. Hanalei) — река на острове Кауаи в штате Гавайи протяжённостью 25,3 км.

## Описание
Начинается на восточных склонах горы Ваиалеале (1100 метров над уровнем моря), откуда течёт на север. При впадении в Тихий океан образует залив.
Средний расход воды 6,12 кубических метров в секунду, по объёму водостока Ханалеи занимает второе место на Гавайских островах, несмотря на то, что имеет сточный бассейн 49 км², всего лишь шестой по величине на острове Кауаи. Причина — нахождение в регионе с самым высоким ежегодным количеством осадков на планете.
Стремительно скатываясь с гор, в равнинной части река протекает по территории Национального заповедника Ханалеи и многочисленных ферм по выращиванию таро (60 % гавайского таро выращивается в этом районе).
Река Ханалеи является местом обитания для многих амфидромных видов, в том числе бычков (5 местных разновидностей). Здесь живут два эндемичных вида ракообразных, съедобная улитка hīhīwai (Neritina granosa), а в верхнем течении обитает вид, находящийся под угрозой исчезновения — высокоадаптированная «улитка Ньюкомба» (Erinna newcombi).

## Статус
30 июля 1998 года Ханалеи была внесена в список «American Heritage Rivers» президентом США Биллом Клинтоном. Главный мост через реку (по прежнему имеющий однополосное движение) находится на трассе «Hawaii Route 560», и включён в «Национальный реестр исторических мест США».